# Halil İnalcık

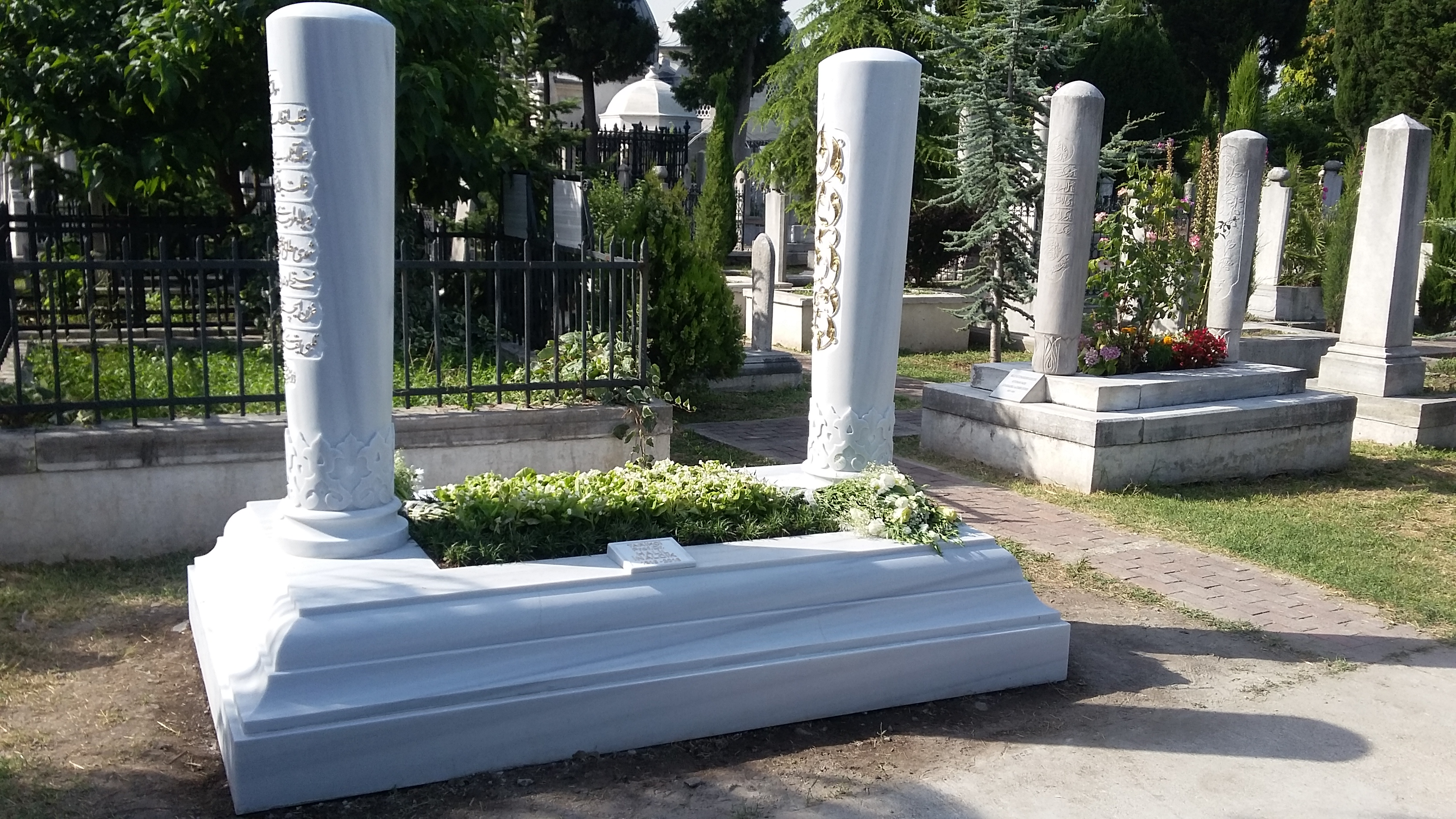
Inalciks Grab an der Fatih-Moschee in Istanbul

Halil İnalcık (* 26. Mai 1916 in Istanbul; † 25. Juli 2016 in Ankara) war ein türkischer Historiker, der auf die Geschichte des Osmanischen Reiches spezialisiert war.

## Leben
İnalcık entstammte einer krimtatarischen Familie. Seine Kindheit war geprägt durch die Kriegsjahre des Ersten Weltkrieges und des Türkischen Befreiungskrieges. 1924 übersiedelte seine Familie von Istanbul nach Ankara. Dort besuchte er die Gazi-Grundschule. Nachdem der Vater İnalcıks, Seyit Bey, seine Familie verließ und nach Ägypten zog, oblag seiner Mutter die Erziehung allein. Die Mittelschule besuchte İnalcık in einem Internat in Sivas. 1932 besuchte er in Balıkesir die Lehrerschule Necatibey. Seine Lehrer waren Nusret Kürkçüoğlu (Physik) und Abdülbaki Gölpınarlı (Literatur). Im Jahr 1935 schloss er die schulische Ausbildung ab und begann seine akademische Ausbildung an der Fakultät für Sprache, Geschichte und Geographie der Universität Ankara. Seine Professoren waren unter anderem Mehmet Fuat Köprülü, Şemsettin Günaltay, Muzaffer Göker und Yusuf Hikmet Bayur.
Nach eigener Aussage prägten ihn vor allem die Vorlesungen Köprülüs über das Mittelalter. Seine Doktorarbeit hatte den Titel Tanzimat und die Bulgarische Frage. Diese Arbeit, für die er zwei Jahre im Archiv von Istanbul forschte, stieß auf großen Widerhall. Die Türkische Historische Gesellschaft veröffentlichte die Doktorarbeit und die bulgarische Botschaft in Ankara sandte eine Delegation, um sich für die Arbeit İnalcıks zur Geschichte Bulgariens zu bedanken. 1972 beendete er seine 30-jährige Forschungs- und Lehrtätigkeit in der Türkei. Nach einer Einladung der University of Chicago nahm er dort seine Lehrtätigkeit bis 1986 auf. Dort gründete er auch den Lehrbereich für Osmanische Geschichte. Seine Arbeit The Ottoman Empire, The Classical Age, 1300–1600 wurde mehrmals aufgelegt und gilt als maßgebliches Werk über das Osmanische Reich.
Seit 1993 lehrte er an der Bilkent-Universität. An den Universitäten von Columbia, Princeton, Pennsylvania und Harvard war İnalcık zeitweise als Gastprofessor tätig. Zu seinen Veröffentlichungen gehören neben 20 Büchern und 300 wissenschaftlichen Aufsätzen 43 Artikel in der Encyclopaedia of Islam.
Seine Arbeit als Historiker war an der Annales-Schule orientiert. Die UNESCO hat für ein Projekt eines Geschichtsbandes der Welt unter anderem İnalcık beauftragt.
İnalcık war verheiratet und hatte einen Sohn. İnalcık beherrschte Deutsch, Englisch und Französisch, zusätzlich hatte er Sprachkenntnisse in Arabisch und Persisch und Grundkenntnisse in Italienisch.

## Auszeichnungen
İnalcıks Arbeit wurde durch Auszeichnungen der Rockefeller-Stiftung, der türkischen Informationsstiftung (tr: Türk Tanıtma Vakfı), der ODTÜ Mustafa-Parlar-Stiftung, des türkischen Verteidigungsministeriums, der Islamischen Konferenz, und der Sedat-Simavi Stiftung (Sedat-Simavi-Preis für Sozialwissenschaften, 1993) geehrt. Die Bosporus-Universität, Uludağ- und Selçuk Üniversitesi sowie Universitäten in Athen, Jerusalem und Bukarest haben ihm die Ehrendoktorwürde verliehen. 1983 wurde er Mitglied der American Academy of Arts and Sciences und 1995 der Britischen Akademie. Auch war İnalcık Mitglied in der serbischen Akademie der Wissenschaften und Künste. 1995 wurde ihm in der rumänischen Botschaft in Ankara die Titulesco-Medaille für Hohe Verdienste verliehen. 1998 wurde ihm vom damaligen Präsidenten Süleyman Demirel der Preis des „Türkiyat-Instituts“ der Universität von Istanbul verliehen. 2002 erhielt er den Soranos Friendship Preis verliehen. Dazu kamen noch der Orden für Hohe Verdienste des türkischen Außenministeriums und der „Hohe Kulturpreis“ des Türkischen Kulturministeriums. 2008 bekam er vom türkischen Parlamentspräsidenten Köksal Toptan die Ehrenauszeichnung des Parlaments verliehen.

## Schriften (Auswahl)
- The Ottoman Empire, The Classical Age, 1300–1600. London 1973, ISBN 1-84212-442-0.
- Studies in Ottoman social and economic history. London 1985.
- The Middle East and the Balkans under the Ottoman Empire. Bloomington, 1993.
- Süleyman the second and his time. Istanbul 1993,
- An Economic and Social History of the Ottoman Empire. in Zusammenarbeit mit Donald Quataert, Cambridge, 1994.
- From empire to republic. Essays on Ottoman and Turkish social history. Istanbul 1995.
- Sources and studies on the Ottoman Black Sea. Cambridge, 1995
- mit Peter Burke: History of Humanity. 1999
- mit Gunsel Renda: Ottoman Civilization. Ankara 2003.
- Essays in Ottoman History. Verlag Eren Yayıncılık
- Fatih devri üzerinde tetkikler ve vesikalar. (dt.: Untersuchungen und Dokumente des Zeitalters von Sultan Fatih), Ankara 1954.
- Osmanlı'da Devlet, Hukuk, Adalet. (dt.: Staat, Recht und Justiz im Osmanischen Reich) Verlags Eren Yayıncılık, 2000.
- mit Donald Quataert: Osmanlı İmparatorluğu'nun Ekonomik ve Sosyal Tarihi Cilt 1/1300–1600. (dt.: Wirtschafts- und Sozialgeschichte des Osmanischen Reiches, Band 1/1300–1600) Verlag Eren Yayıncılık, 2001,
- Osmanlı İmparatorluğu'nun Ekonomik ve Sosyal Tarihi Cilt 2/1600–1914. (dt.: Wirtschafts- und Sozialgeschichte des Osmanischen Reiches, Band 2/1300–1600) Verlag Eren Yayıncılık, 2004.
- Osmanlı İmparatorluğu - Toplum ve Ekonomi (dt.: Osmanisches Reich – Gesellschaft und Wirtschaft) Verlag Eren Yayıncılık
- Osmanlı İmparatorluğu Klasik Çağ (1300–1600). (dt.: Osmanisches Reich – Klassisches Zeitalter (1300–1600)) Verlag Yapı Kredi Yayınları, 2003.
- Tanzimat ve Bulgar Meselesi (dt. Das Tanzimat und die Bulgarische Frage) Verlag Eren Yayıncılık
- ABD Tarihi. (Geschichte der USA) Allan Nevins/Henry Steele Commager (Übersetzung), Verlag Doğu Batı Yayınları, 2005.
- Şair ve Patron. (dt.: Dichter und Chef) Verlag Doğu Batı Yayınları, 2003.
- mit Erol Manisalı: Balkanlar. (dt.: Der Balkan)
- Devlet-i ʿAliyye – Osmanlı İmparatorluğu Üzerine Araştırmalar 1 – Klasik Dönem (1302–1606). Siyasal, kurumsal ve ekonomik gelişim. Istanbul 2009
- Kuruluş – Osmanlı Tarihini Yeniden Yazmak. (dt.: Gründung – Die osmanische Geschichte neu schreiben) Verlag Hayykitap, Istanbul 2010, ISBN 978-605-4325-16-0